# Kamienica przy ulicy Pędzichów 21 w Krakowie
Kamienica przy ulicy Pędzichów 21 – zabytkowa kamienica znajdująca się w Krakowie, w dzielnicy I przy ulicy Pędzichów, na Kleparzu.
Kamienica została wzniesiona w 1899 roku według projektu architekta Aleksandra Biborskiego.
21 czerwca 2004 budynek został wpisany do rejestru zabytków. Znajduje się także w gminnej ewidencji zabytków.